# Triommata cybele
Triommata cybele är en tvåvingeart som först beskrevs av Gagne 1973.  Triommata cybele ingår i släktet Triommata och familjen gallmyggor. Inga underarter finns listade i Catalogue of Life.